# تویوتا آوالن
تویوتا آوالن (Toyota Avalon) خودرویی است که از سال ۱۹۹۴ توسط شرکت تویوتا تولید شده‌است و در پنج نسل به بازار عرضه شده‌است. این خودرو که در کلاس خودرو سایز بزرگ قرار گرفته، جزو خودروهای موتور جلو-محور جلو محسوب می‌شود.
تویوتا آوالن به عنوان تنها سدان لوکس بزرگ محور جلو سازنده در ایالات متحده و کانادا و خاورمیانه به عنوان جانشینی برای مدل کریسیدا در سال ۱۹۹۴ معرفی و عرضه شد. پلت فرم آن با تویوتا کمری و لکسوس ای‌اس مشترک است.

## نسل اول (۱۹۹۴–۱۹۹۹)
این مدل در نمایشگاه خودرو شیکاگو در سال ۱۹۹۴ حضور یافت و بعداً به عنوان مدل ۱۹۹۵ عرضه گردید. آوالن بر اساس پلتفرم کمری تولید شده بود از پیشرانه ۶ سیلندر خورجینی به قدرت ۱۹۲ اسب بخار بهره می‌برد. این نسل که تولید آن در آمریکا انجام شد به ژاپن نیز صادر گشت.
این مدل در نمایشگاه خودرو شیکاگو در سال ۱۹۹۴ حضور یافت و بعداً به عنوان مدل ۱۹۹۵ عرضه گردید. آوالن بر اساس پلتفرم کمری تولید شده بود از پیشرانه ۶ سیلندر خورجینی به قدرت ۱۹۲ اسب بخار بهره می‌برد. این نسل که تولید آن در آمریکا انجام شد به ژاپن نیز صادر گشت.

## نسل دوم (۱۹۹۹–۲۰۰۵)
برای نسل بعدی آوالن در ابعاد دستخوش تغییرات شد همچنین به انواع سامانه‌های ایمنی و تیپ‌های متنوع رفاهی مجهز گردید. صندلی شاگرد که بزرگ و یک تکه بود فضای کافی برای دو سرنشین نه چدان بزرگ جثه را فراهم می‌نمود. در سال ۲۰۰۳ آوالن فیس لیفت مختصری را تجربه نمود.

## نسل سوم (۲۰۰۴–۲۰۱۲)
در سال ۲۰۰۵ این خودرو زیر تیغ جراحی رفته و تغییرات زیادی در طراحی آن صورت گرفت. تحول صورت گرفته در آوالن نتیجه اقدامات انجام شده توسط گروه تحقیقاتی و طراحی کالتی (Calty) است. برای اولین بار پیشرانه ۶ سیلندر ۳٫۵ لیتری پرقدرت در این مدل استفاده شد که شتاب اولیه ای برابر با ۶ ثانیه به آن می‌داد

## نسل چهارم (۲۰۱۲–۲۰۱۸)
سدان بزرگ تویوتا با تغییرات کامل و جامعی در بخشهای مختلف بدنه و تزئینات داخلی در نمایشگاه اتومبیل نیویورک در سال ۲۰۱۲ معرفی شد. پلت فرم آن مشابه لکسوس ای‌اس بوده و کنترلرهای کابین از فناوری لمسی بهره می‌بردند. در سال ۲۰۱۵ هم تغییرات مختصری برای جلوپنجره و چراغ راهنمای جلو و چرخها انجام شده و این نمونه از سامانه‌های پیشرفته ایمنی برند خود بهره‌مند گردید.

## نسل پنجم (۲۰۱۹–اکنون)
نسل پنجم این خودرو در سال ۲۰۱۹ و با ظاهری خشن‌تر و جذاب‌تر ارائه شد، طراحی آن نزدیک به تویوتا کمری شد و رگه‌هایی از اسپرت بودن به آن اضافه شد. قیمت این خودرو در نسخه پایه ۳۶ هزار دلار است. نسل پنجم آوالن در نسخه هیبریدی هم عرضه شده‌است. از جمله ویژگی‌های این خودرو می‌توان به چهارچرخ متحرک، موتور ۶ سیلندر ۳٫۵ لیتری با ۳۰۱ اسب بخار قدرت و گیربکس ۸ دنده خودکار و طراحی آیرودینامیک روی سپر خودرو اشاره کرد.

## جدول فروش
| سال تقویمی | فروش در ایالات متحده    |
| ---------- | ----------------------- |
| ۱۹۹۴       | ۶٬۵۵۹                   |
| ۱۹۹۵       | ۶۶٬۱۲۳                  |
| ۱۹۹۶       | ۷۳٬۰۷۰                  |
| ۱۹۹۷       | ۷۱٬۰۸۱                  |
| ۱۹۹۸       | ۷۷٬۵۷۶                  |
| ۱۹۹۹       | ۶۷٬۸۵۱                  |
| ۲۰۰۰       | ۱۰۴٬۰۷۸                 |
| ۲۰۰۱       | ۸۳٬۰۰۵                  |
| ۲۰۰۲       | ۶۹٬۰۲۹                  |
| ۲۰۰۳       | ۵۰٬۹۱۱                  |
| ۲۰۰۴       | ۳۶٬۴۶۰                  |
| ۲۰۰۵       | ۹۵٬۳۱۸                  |
| ۲۰۰۶       | ۸۸٬۹۳۸                  |
| ۲۰۰۷       | ۷۲٬۹۴۵                  |
| ۲۰۰۸       | ۴۲٬۷۹۰                  |
| ۲۰۰۹       | ۲۶٬۹۳۵                  |
| ۲۰۱۰       | ۲۸٬۳۹۰                  |
| ۲۰۱۱       | ۲۸٬۹۲۵                  |
| ۲۰۱۲       | ۲۹٬۵۵۶ (۷۴۷ هیبریدی)    |
| ۲۰۱۳       | ۷۰٬۹۹۰ (۱۶٬۴۶۸ هیبریدی) |
| ۲۰۱۴       | ۶۷٬۱۸۳ (۱۷٬۰۴۸ هیبریدی) |
| ۲۰۱۵       | ۶۰٬۰۶۳ (۱۱٬۹۵۶ هیبریدی) |
| ۲۰۱۶       | ۴۸٬۰۸۰ (۸٬۴۵۱ هیبریدی)  |
| ۲۰۱۷       | ۳۲٬۵۸۳ (۴٬۹۹۰ هیبریدی)  |
| مجموع      | ۱٬۳۹۸٬۴۳۹               |